# Băng hà học

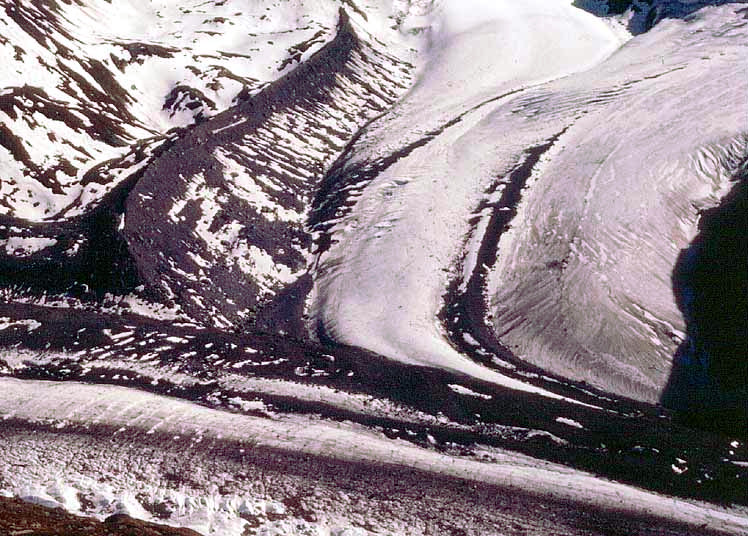
Sông băng Gorner, Zermatt, dãy Alps ở Thụy Sĩ

Băng hà học (đôi khi còn gọi là băng xuyên học, xuyên có nghĩa là sông) là ngành khoa học nghiên cứu về sông băng, hay rộng hơn về băng và các hiện tượng thiên nhiên liên quan tới băng. Việc khám phá ra băng trên Mặt Trăng, Sao Hỏa, Europa và Sao Diêm Vương đã thêm một phận nghiên cứu ngoài hành tinh cho lĩnh vực này, gọi là "băng hà học vũ trụ".

## Tổng quan
Các lĩnh vực nghiên cứu trong băng hà học bao gồm lịch sử băng đá và tái thiết quá trình đóng băng trong quá khứ. Một nhà nghiên cứu sông băng là một người nghiên cứu sông băng. Một nhà băng hà địa chất học nghiên cứu các trầm tích sông băng và sự bào mòn băng giá trên cảnh quan. Sông băng là một khối băng lớn được hình thành từ tuyết rơi xuống và tích tụ trong một thời gian dài; Chúng di chuyển rất chậm, hoặc là hạ xuống từ các ngọn núi cao, như trong các sông băng thung lũng, hoặc di chuyển ra ngoài từ các trung tâm tích tụ, như ở các sông băng lục địa.

## Các loại

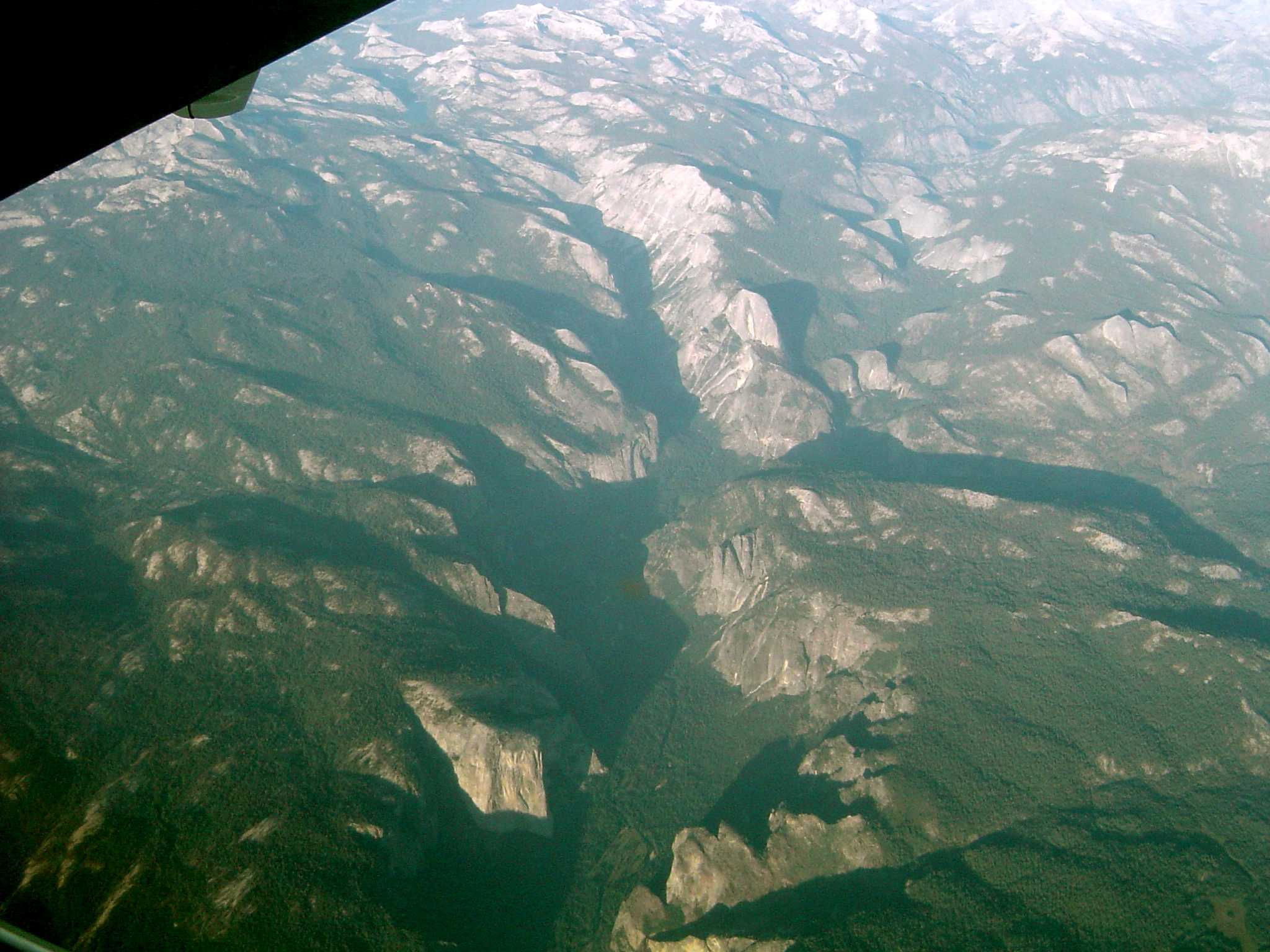
Thung lũng Yosemite với băng hà, ảnh từ máy bay

Có hai phân loại chung của sự đóng băng do các nhà băng hà học phân ra: đóng băng núi cao, sự tích tụ hoặc "sông băng" bị giới hạn vào thung lũng; và đóng băng lục địa, tích tụ không bị giới hạn mà đã từng bao phủ hầu hết các lục địa phía bắc.
- Núi cao - băng chảy xuốnng thung lũng từ vùng núi và tạo thành những tấm băng chảy xuống phần đồng bằng bên dưới. Băng hà níu cao thường làm cho địa hình gồ ghề hơn, bằng cách thêm và tăng các cấu trúc hiện có như rãnh níu lớn gọi là cirque và rãnh nơi rìa hai cirque gặp nhau gọi là arête.
- Lục địa- những tảng băng có thể thấy ngày nay, chỉ ở độ cao lớn (Greenland/Nam Cực), diện tích hàng nghìn kilomet vuông và dày hàng nghìn mét. Nó thường có xu hướng làm cảnh quan băng phẳng hơn.